# Lateran

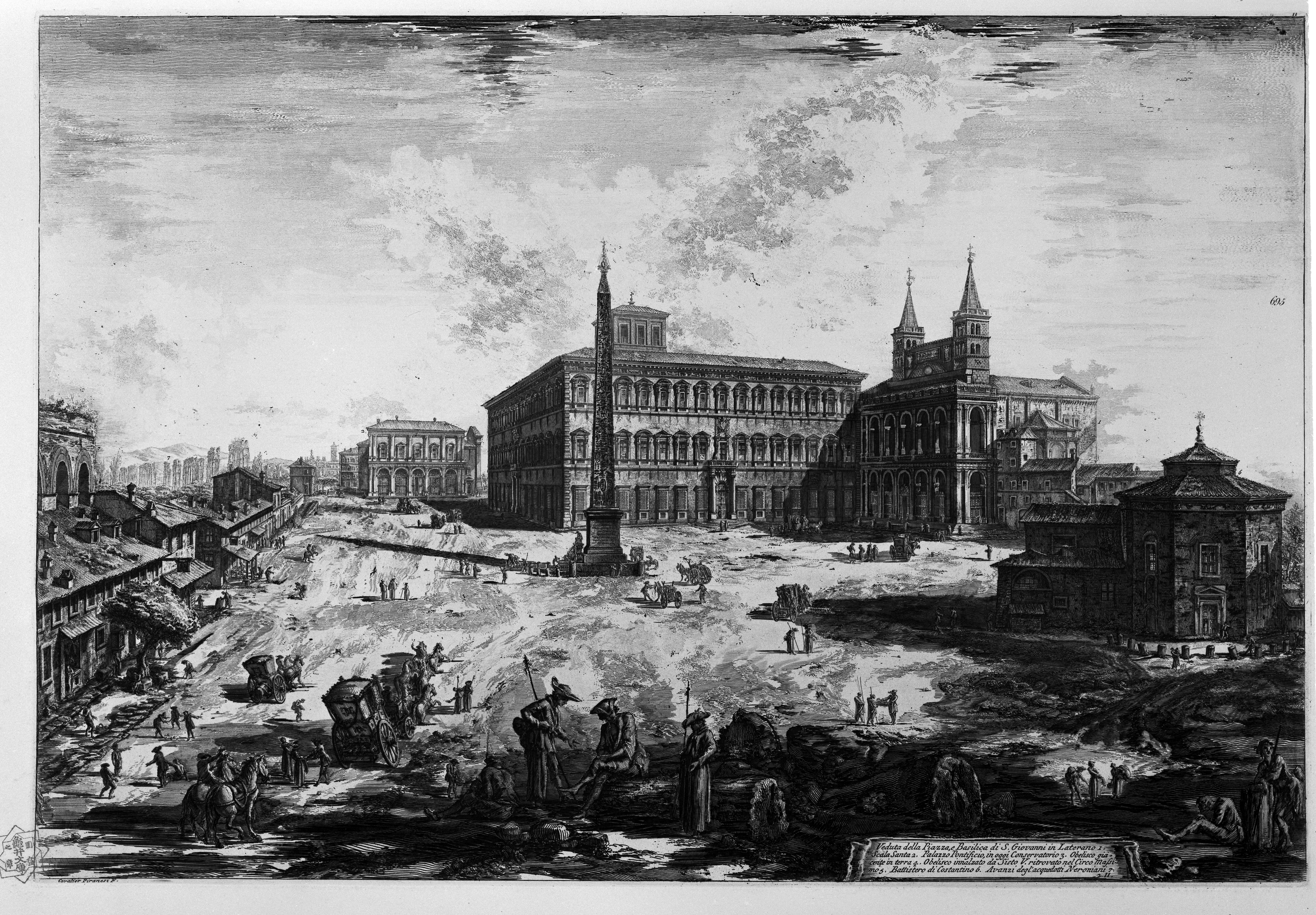
Der Lateran in der Mitte des 18. Jahrhunderts auf einem Kupferstich von Piranesi

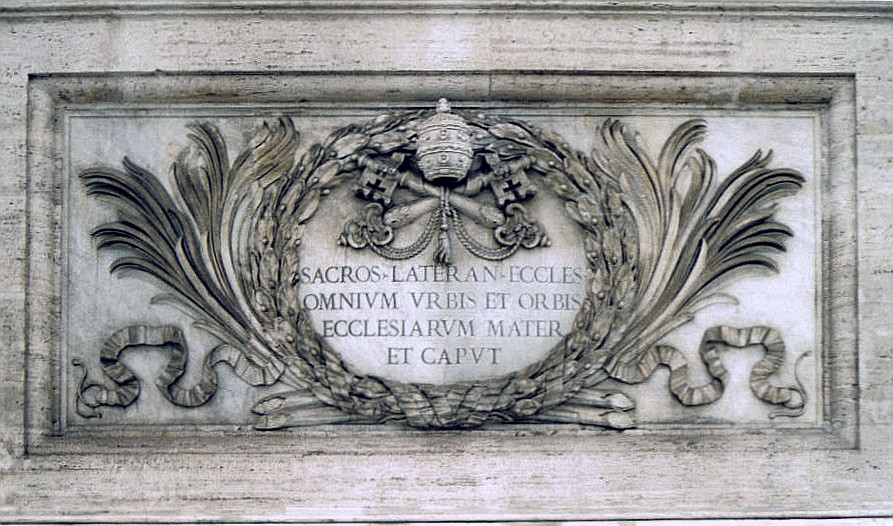
Inschrift auf der Portalsäule von St. Johannes im Lateran

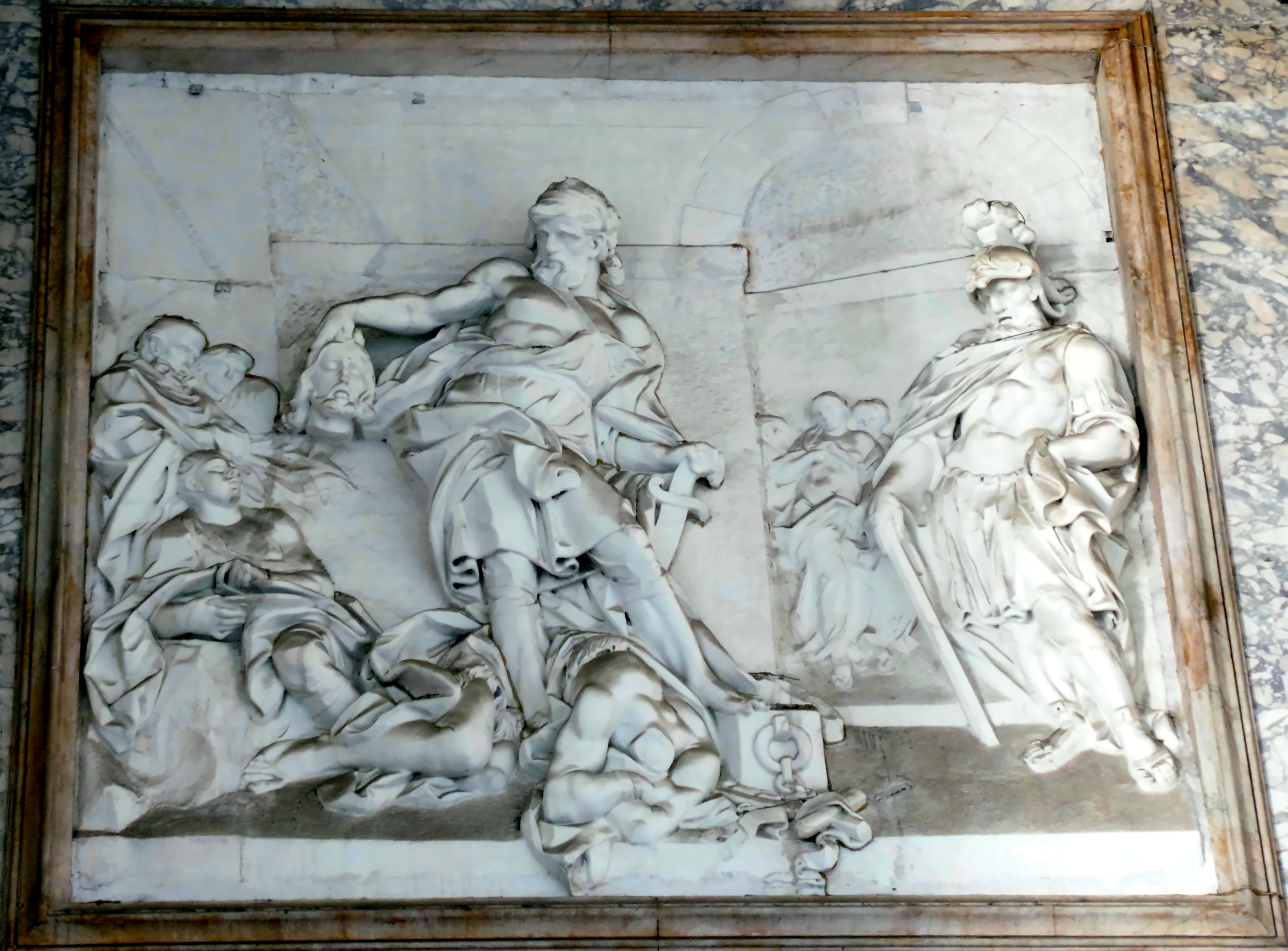
Enthauptung Johannes’ des Täufers in einer Reliefdarstellung am Hauptportal der Lateranbasilika

Der Lateran ist ein Bereich im Stadtteil Monti im Zentrum Roms und seit der Zeit Konstantins I. der offizielle Sitz der Päpste. Er befindet sich etwa fünf Kilometer südöstlich des Vatikans auf der linken Seite des Tiber. Zum Lateran gehören die antike päpstliche Erzbasilika St. Johannes im Lateran (auch Lateranbasilika genannt), das dazugehörige antike Baptisterium, der Lateranpalast aus dem 16. Jahrhundert und der größte Obelisk Roms sowie die Reste des mittelalterlichen Papstpalastes mit der Scala Santa, der Papstkapelle Sancta Sanctorum und dem Leonischen Triclinium.
Die Lateranbasilika ist die Kathedrale des Bistums Rom und eine der sieben Pilgerkirchen.

## Geschichte

### Vorchristliche Geschichte
Das Grundstück wurde benannt nach den ursprünglichen Eigentümern, der römischen Familie der Plautii Laterani. Es wurde offenbar 65 von Nero aufgrund der Beteiligung des Plautius Lateranus an der Pisonischen Verschwörung konfisziert. Im Jahr 161 baute Marcus Aurelius dort einen Palast. Kaiser Septimius Severus gab Ende des 2. Jahrhunderts einen Teil der Besitzungen an Titus Sextius Magius Lateranus zurück.

### Entwicklung unter Kaiser Konstantin

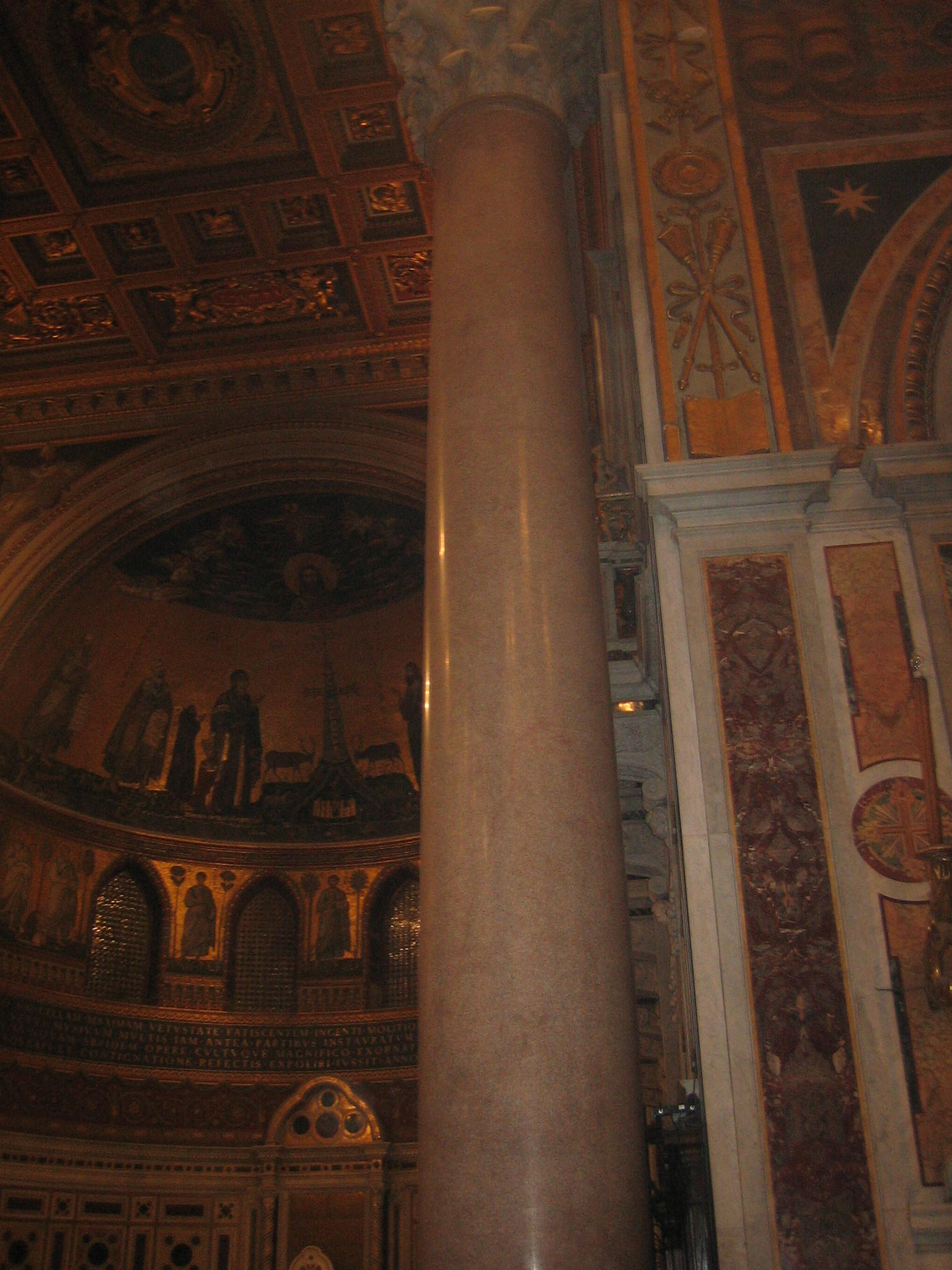
Erhalten gebliebene Säule aus der Basilika Konstantins

Anfang des 4. Jahrhunderts war dort, an der Aurelianischen Mauer, das Quartier der Elitetruppen, der Equites singulares des Kaisers Maxentius. Nachdem Konstantin Maxentius 312 besiegt hatte, befahl er, die Kasernen der Reiter im Zuge einer damnatio memoriae schleifen zu lassen, und ließ an dieser Stelle eine Monumentalbasilika für die christliche Gemeinde und ein dazugehöriges Baptisterium bauen. Fausta, Konstantins Frau und Schwester des Maxentius, übergab bereits 313 ihr Haus auf dem Grundstück dem Bischof von Rom, Miltiades, für ein Bischofskonzil; dieses Privathaus war allerdings nicht Teil des späteren Palastes.
Von welchem Zeitpunkt an der Lateran die Bischofsresidenz der römischen Bischöfe war, ist in der Forschung bis heute umstritten. Er lag gleich neben dem im 3. Jahrhundert errichteten Kaiserpalast Sessorium, Wohnsitz von Helena (Mutter Konstantins des Großen), der in Teilen in der Kirche Santa Croce in Gerusalemme weiterexistiert. Von den drei konstantinischen Großkirchen lag die Lateranbasilika innerhalb der Stadtmauern und diente somit als Kathedrale. Die Petersbasilika und Sankt Paul vor den Mauern befanden sich über den Gräbern der Apostel außerhalb der Stadt. Darum ist die Kirche noch immer die Bischofskirche des Papstes und trägt als solche den Ehrentitel Omnium urbis et orbis ecclesiarum mater et caput („Mutter und Haupt aller Kirchen der Stadt Rom und des Erdkreises“), weswegen sie die ranghöchste Patriarchalbasilika ist. Die Lateranbasilika wurde ursprünglich Christus, dem Erlöser (lateinisch Salvator), geweiht und später zusätzlich dem Patronat des heiligen Johannes des Täufers (italienisch San Giovanni) unterstellt.

### Mittelalter und Frühe Neuzeit
Im 5. Jahrhundert wurden die Gebäude auf dem Lateran wiederholt von Germanen geplündert, 896 durch ein Erdbeben schwer beschädigt, jedoch immer wieder instand gesetzt. 897 fand hier die so genannte Leichensynode statt, bei der Papst Stephan VI. seinen Vorgänger Formosus postum aburteilen, die Leiche schänden und schließlich in den Tiber werfen ließ.
Folgende Konzile fanden im Lateran statt:
- Laterankonzil (769)[1]
- Erstes Laterankonzil (1123)
- Zweites Laterankonzil (1139)
- Drittes Laterankonzil (1179)
- Viertes Laterankonzil (1215)
- Fünftes Laterankonzil (1512–1517)

Neben der Kirche befand sich bis 1309 der Papstpalast, dessen Reste in der Kapelle Sancta Sanctorum und der Heiligen Treppe, der Scala Santa, fortbestehen.
Zwischen den Klerikern beider Kirchen am Vatikan und am Lateran entspann sich bereits früh ein Konkurrenzkampf, in dem beide Seiten behaupteten, dieselben Reliquien zu besitzen oder schon von alters her den Vorrang vor der jeweils anderen zu besitzen. Die vatikanische Seite scheute sich auch nicht, die lateranischen Kleriker als „ungläubige Juden“ zu beschimpfen. Hauptort der Verehrung war aber meist der Vatikan mit dem Petrusgrab; der Lateran konnte nichts Gleichwertiges aufbieten und bot deswegen eine unglaubliche Anzahl an Reliquien.
Solange die Päpste sich hauptsächlich als römische Bischöfe und Herren der Stadt darstellen wollten, diente ihnen der auf kaiserlichem Grund erbaute lateranische Komplex als Kulisse, so in komprimiertem Maße bei ihrer Weihe und Krönung. Mit der Universalisierung des Papsttums trat aber immer mehr der Vatikan in den Vordergrund, auch wenn der Konkurrenzkampf zwischen beiden sich sicherlich erst mit dem Jubeljahr 1300 definitiv zugunsten des Vatikans als entschieden zeigte.
1377, bei der Rückkehr der Päpste aus dem Exil in Avignon, wurde bereits der Palast am Vatikan zum Aufenthaltsort des Papstes; dieses lag aber nicht unbedingt am baulichen Zustand des lateranischen Palastes, sondern eher am Wunsch der Päpste, über die Nähe zum Petrusgrab ihren universellen Führungsanspruch wieder deutlicher hervorzuheben.
Auf dem Lateranplatz stand im Mittelalter das Reiterstandbild des Marc Aurel, das damals für ein Bildnis Konstantins oder eine Statue Theoderichs gehalten wurde, weshalb es als einziges seiner Art die Wirren der Geschichte überlebte. Der sogenannte caballus Constantini war Herrschaftsmonument und Gerichtsort in einem: So ließ Papst Johannes XIII. dort einen rebellischen Stadtpräfekten an dessen Haaren an der Statue aufhängen.
Das Standbild war aber nur ein Teil eines umfangreichen Figurenprogrammes, zu denen auch die römische Wölfin gehörte, deren Original heute in den Kapitolinischen Museen zu bewundern ist.
1586 wurde der heutige an die Kirche angebaute Lateranpalast als päpstliche Sommerresidenz wiedererrichtet.

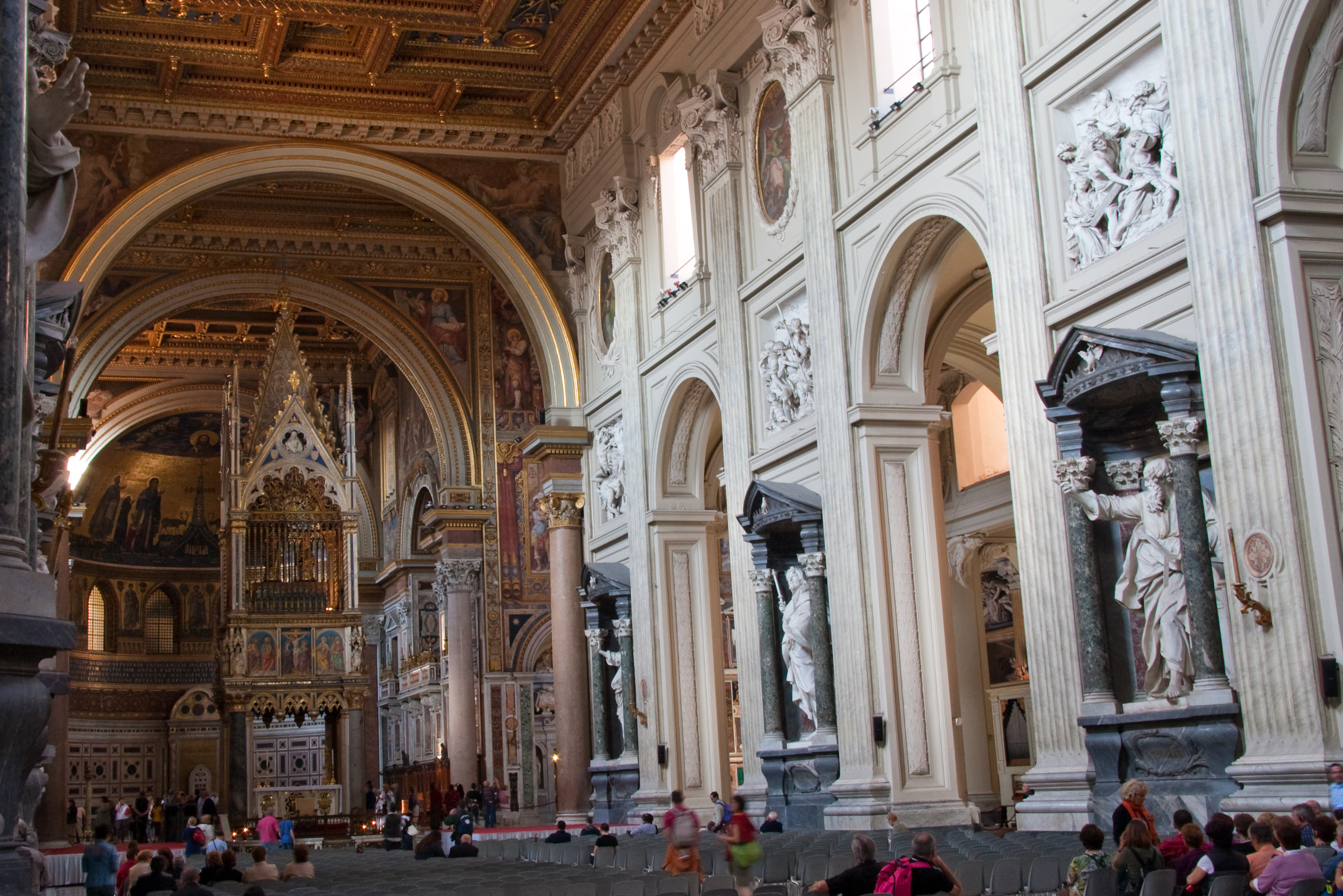
Inneres der Basilika San Giovanni in Laterano

Die baufällig gewordene antike Kirche wurde ab 1646 von Francesco Borromini für das Heilige Jahr 1650 erneuert. Zudem verlangte der Papst, dass der originale Grundriss der fünfschiffigen Basilika beibehalten werden soll und die Gliederung des Gebäudes unverändert ließe. Im Kirchen-Innenraum bettete er Kolossalsäulen in Pfeiler ein, die über die gesamte Raumhöhe reichen. Die rhythmische Gliederung der Seitenwände übertrug Borromini auch auf die Fassade, die mit ihrem konvexen Eingangsportal den Kontrapunkt zur großen konkaven Fensteröffnung bildet.

### Neuzeit
Noch bis zum 19. Jahrhundert wurden die Päpste im Lateran gekrönt. 1929 sicherten die Lateranverträge der Vatikanstadt die Staatlichkeit, und u. a. dem Lateran und der Papstresidenz in Castel Gandolfo den Status einer exterritorialen Besitzung des Heiligen Stuhls.
Am 28. Juli 1993 wurden der Seiteneingang und Teile der Palastfront durch eine Autobombe schwer beschädigt, außerdem wurden vierzehn Menschen verletzt. Obwohl sogar die Statik der Fassade gefährdet war, konnten die Schäden zügig wieder behoben werden. Das Attentat wurde als Warnung an Papst Johannes Paul II. verstanden, der bei einer Eucharistiefeier im „Tal der Tempel“ in Agrigent auf Sizilien am 9. Mai 1993 leidenschaftlich gegen die Mafia gepredigt hatte.

## Gebäude des Laterankomplexes

### Basilika
Die Lateranbasilika ist die Bischofskirche von Rom und die ranghöchste der vier Papstbasiliken Roms. Ihre vollständige Bezeichnung ist Archibasilica Sanctissimi Salvatoris et Sanctorum Iohannis Baptistae et Evangelistae in Laterano, („Erzbasilika des allerheiligsten Erlösers, des heiligen Johannes des Täufers und des heiligen Johannes des Evangelisten im Lateran“). Erzpriester war zuletzt bis April 2024 Angelo Kardinal De Donatis. San Giovanni im Lateran ist die eigentliche Kathedrale von Rom, weil die Kirche der Sitz des Bischofs von Rom (also des Papstes) ist.

### Baptisterium

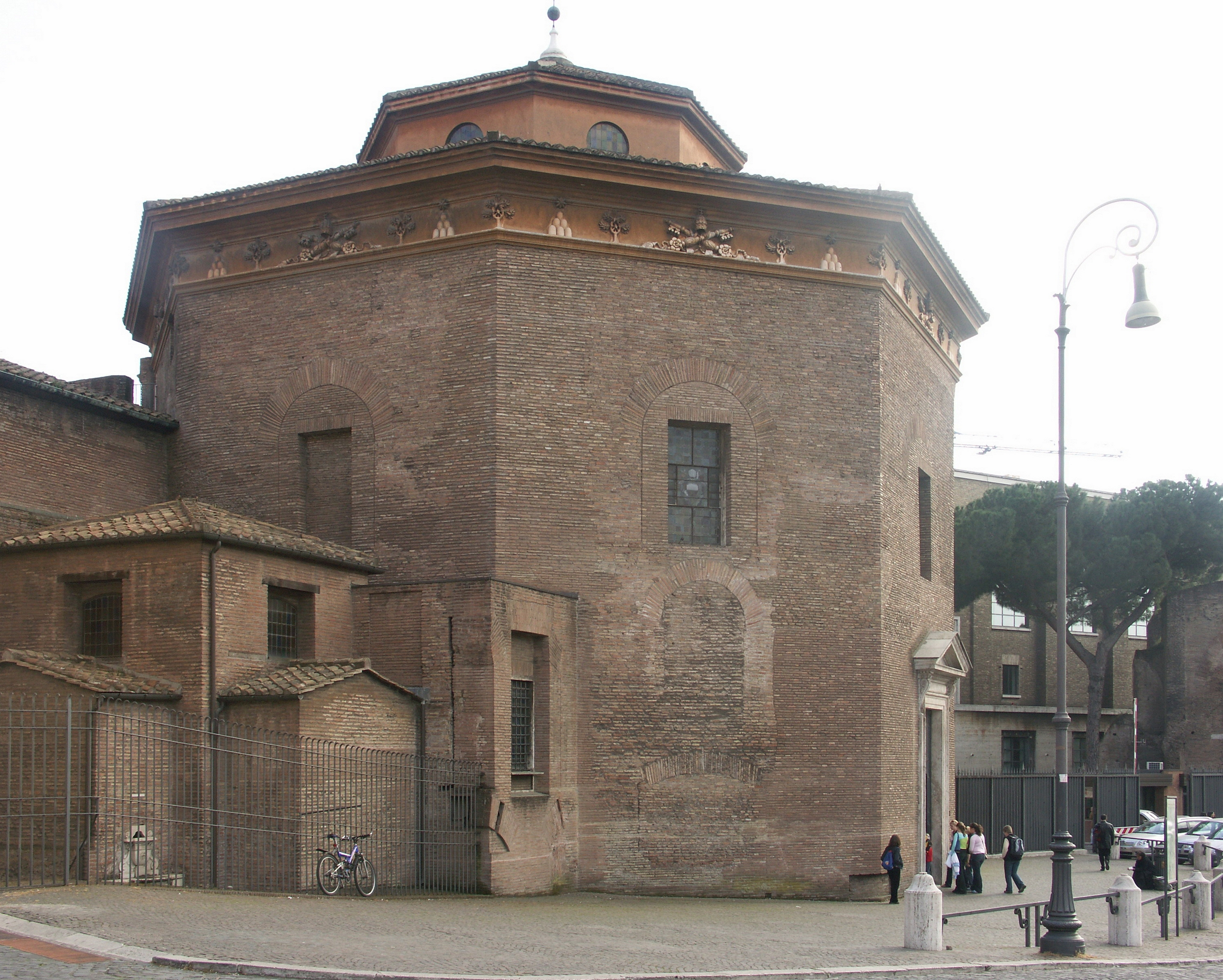
Baptisterium des Lateran, Außenansicht

Das heute achteckige Baptisterium des Lateran ist wohl das älteste der Christenheit und gilt als „Prototyp aller Baptisterien“. Es wurde um das Jahr 315 von Konstantin vermutlich ursprünglich rund errichtet und in den Jahren 432 bis 440 unter Sixtus III. zu einem Oktogon umgebaut.

### Lateranpalast

#### Alter Lateranpalast
Der im Jahr 1308 durch einen Brand beschädigte mittelalterliche Lateranpalast stellte ein Konglomerat der verschiedensten Gebäude dar: Neben Wohn- und Repräsentationsräumen gab es mehrere Kapellen, mehrere Speisesäle (Triclinien), Kreuzgänge, Aulen und eine weitere Vielzahl an Räumen, deren Funktion bis heute noch nicht geklärt werden konnte, deren Existenz jedoch aufgrund von Plänen oder Bilddarstellungen bekannt ist. Er war die „bis um 1200 bedeutendste Herrscherresidenz Europas“ und hatte Vorbildfunktion für viele frühmittelalterliche Paläste des Westens.
Mit dem Umzug der Päpste nach Avignon im Jahre 1309 war das Schicksal dieses Palastbaus besiegelt: Trotz zahlreicher Renovierungsarbeiten, für die aus Avignon die Anweisungen kamen, verfiel das Gebäude. Als die Päpste aus Avignon zurückkehrten, kehrten sie dem Palast als ideeller Hauptresidenz den Rücken: Mit dem definitiven Umzug in den vatikanischen Palast betonten sie ihre Stellung als universaler Bischof, denn ihre Herrschaft über Rom – für die der Lateran als Symbol galt – war weitestgehend gesichert. Erst Papst Sixtus V. ließ den Palast abreißen – was ihm die Humanisten seiner Zeit äußerst übel nahmen – und ließ als Reste nur die Sancta Sanctorum und ihre Fundamente in einem neuen Bau mit der Scala Santa zusammenfassen.

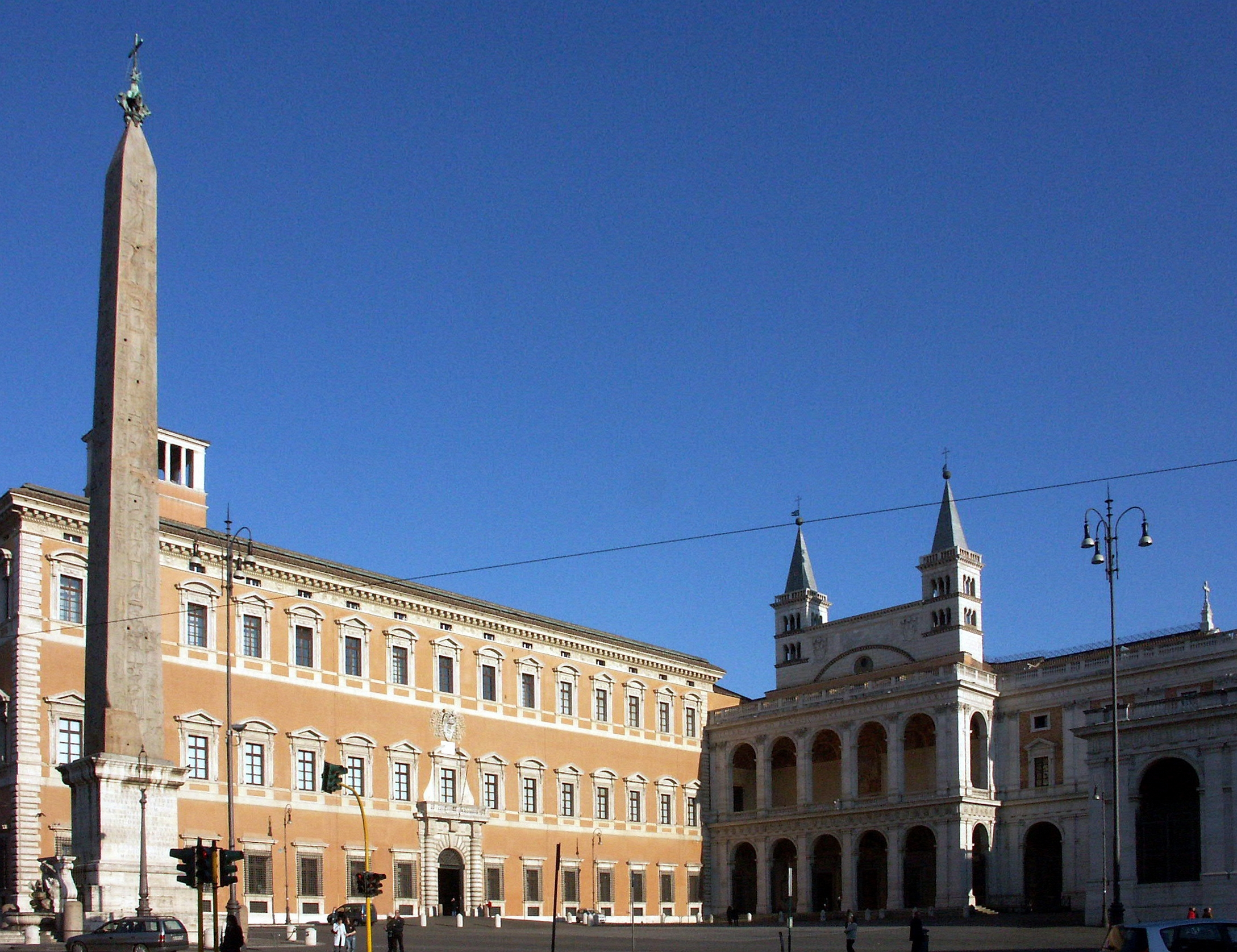
Lateranpalast und Seitenansicht der Lateranbasilika

#### Neuer Lateranpalast
Auch der neuere Lateranpalast, der unmittelbar an die Lateranbasilika angrenzt, wurde im Auftrage von Papst Sixtus V. errichtet, stammt also aus dem 16. Jahrhundert. Er ist zum Teil für die Öffentlichkeit zugänglich und beherbergt heute vatikanische Behörden.
Am 11. Februar 1929 wurden hier die Lateranverträge zwischen dem Heiligen Stuhl und dem damaligen Königreich Italien (vertreten durch den faschistischen Ministerpräsidenten Benito Mussolini) abgeschlossen.
Im März 2021 beauftragte Papst Franziskus den Kardinalvikar des Bistums Rom, Angelo De Donatis, den Lateranpalast künftig für „museale und kulturelle Aktivitäten“ zur Verfügung zu stellen.

### SS. Salvatore della Scala Santa

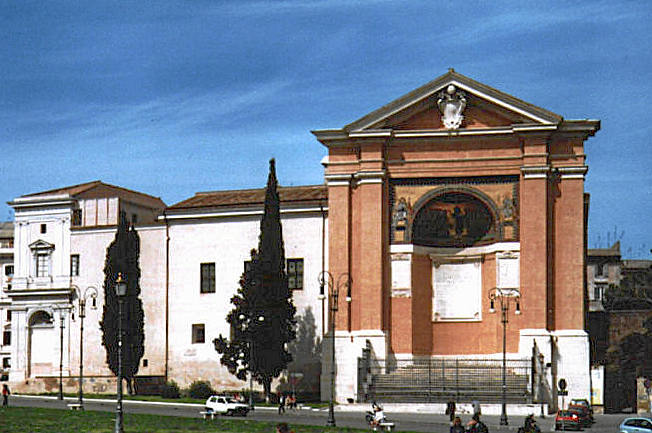
Seitenansicht der Kirche SS. Salvatore della Scala Santa mit dem Leonischen Triclinium

Das Gebäude der Kirche SS. Salvatore della Scala Santa liegt schräg gegenüber der Lateranbasilika vor den Resten eines römischen Aquädukts.
Sie birgt die ältesten, noch erhaltenen Reste des mittelalterlichen Papstpalastes, vornehmlich Teile des ehemaligen Speisesaales, des Tricliniums. Die jetzige Anlage umfasst die sogenannte Heilige Treppe, die Cappella Sancta Sanctorum (ursprünglich dem Patronat des heiligen Laurentius geweiht und erst seit dem 12. Jahrhundert unter dem heutigen Namen bezeugt), die Cappella di S. Silvestro und das Leonische Triclinium; Letzteres stand ursprünglich etwas weiter von dem Komplex entfernt, wurde aber im 19. Jahrhundert an seinen jetzigen Platz versetzt. Dabei fielen die Mosaiken ab und wurden nach einem Stich des 17. Jahrhunderts ergänzt. Dieses Gebäude wurde im Auftrage Papst Sixtus’ V. durch den Baumeister Domenico Fontana in den Jahren zwischen 1585 und 1590 gestaltet.
Weitere Teile des ehemaligen Palastes sind unsichtbar hinter den Mauern des Passionistenkonvents verborgen: Dort finden sich, in das neue Gebäude integriert, Fundament- und Mauerreste sowie zum Teil noch die alten Fresken des Erdgeschosses des Palastes. Berühmt ist die älteste erhaltene Darstellung des Augustinus in der kleinen Kapelle rechts vom Eingang zum Gebäude.

#### PapstkapelleSancta Sanctorum

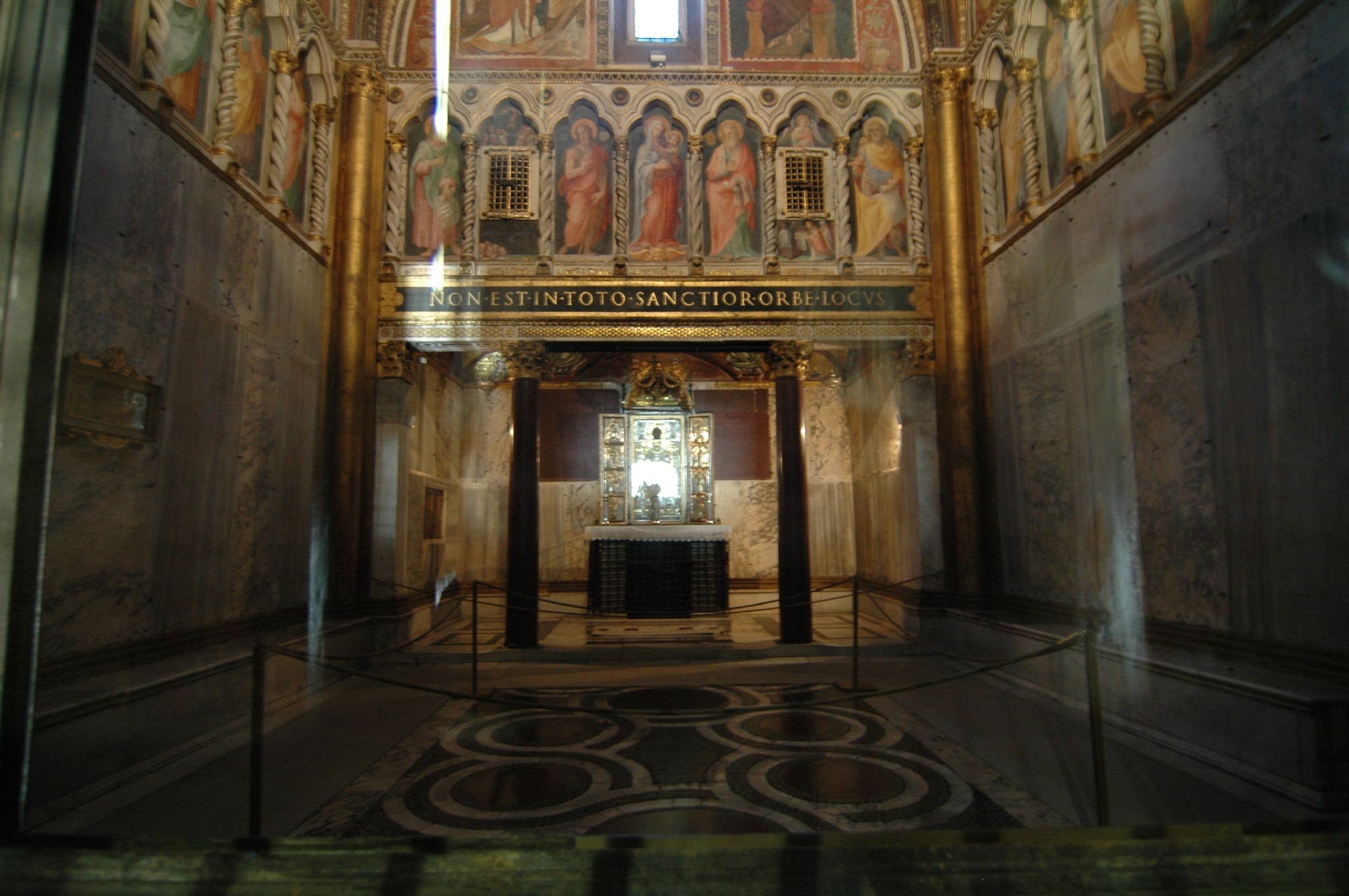
Papstkapelle Sancta Sanctorum

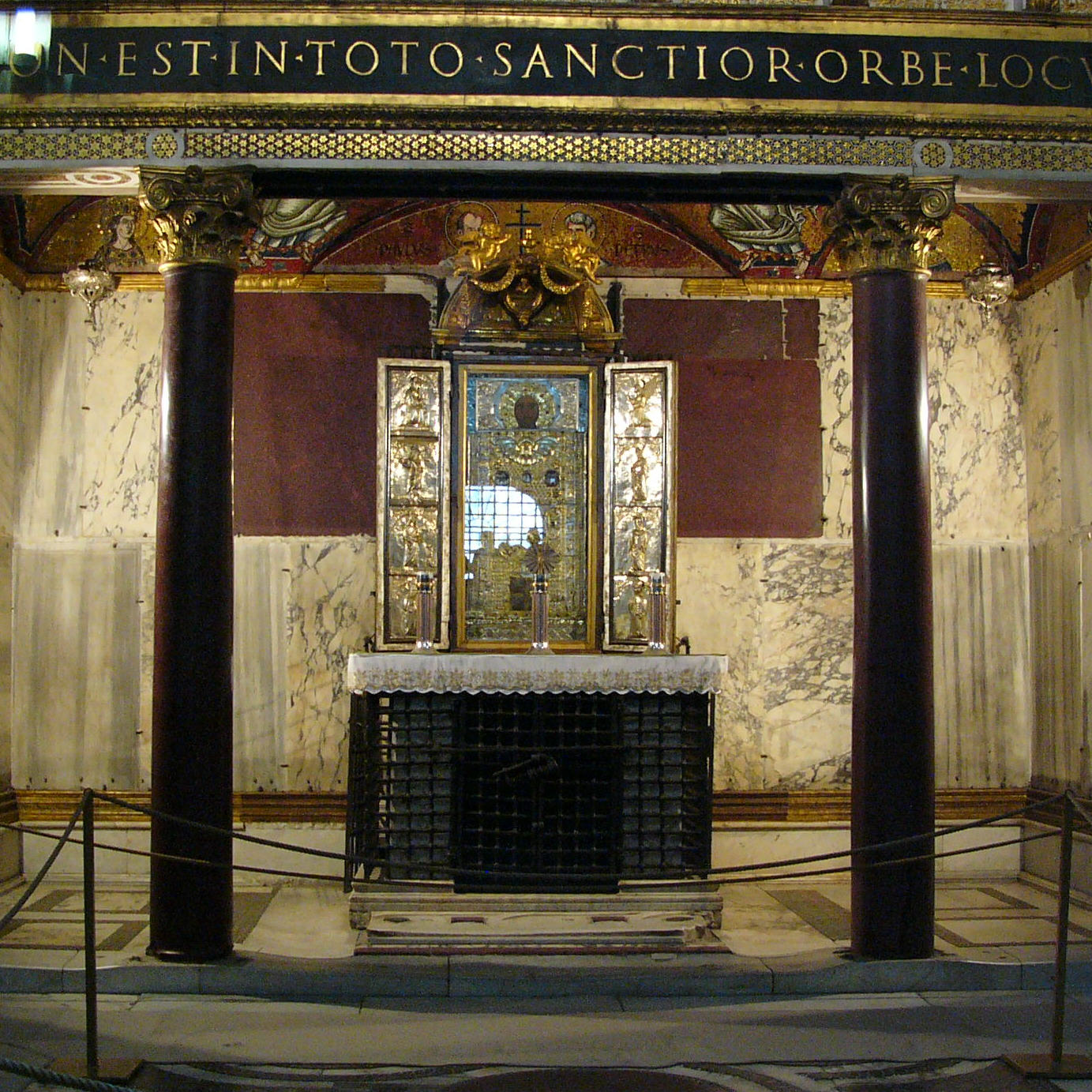
Altar der Sancta Sanctorum

Die Papstkapelle Sancta Sanctorum („die Allerheiligste“) ist einer der ältesten Reste des antik-mittelalterlichen Papstpalastes. Legendäre Erwähnungen reichen bis in das 4. Jahrhundert zurück, die angeblich dazu zitierten Quellen lassen sich allerdings nicht auffinden; so bleibt als erste sichere Erwähnung der Kapelle eine Notiz aus der Vita Gregors IV. im Liber Pontificalis um die Mitte des 9. Jahrhunderts: Dort trägt sie auch noch ihren alten Namen, den einer capella/basilica sancti Laurentii. Der Name Sancta Sanctorum findet sich erst im 12. Jahrhundert.
Die Kapelle befindet sich heute zwischen zwei weiteren Kapellen, von denen eine dem heiligen Laurentius, die andere dem heiligen Silvester geweiht ist. Ihr heutiges Aussehen erhielt die Kirche unter Papst Nikolaus III. am Ende des 13. Jahrhunderts: Nikolaus ließ zwei der ursprünglich drei vorhandenen Altäre abreißen, die Kapelle neu ausmalen und mit einem Kosmatenfußboden, sowie Marmorplatten an den Wänden schmücken. Die Inschrift des Baumeisters Kosmatus findet sich an der linken Seite des Eingangs der Kapelle hinter der so genannten anticamera, dem niedrigen Durchgang, der in die Kapelle hineinführt.
Die Fresken an den Wänden stellen Szenen aus Heiligenviten dar: Abgebildet sind die Heiligen Agnes, Petrus und Paulus, Stephanus, Laurentius sowie Nikolaus als Namenspatron des Stifters Nikolaus III. Orsini. Über dem Presbyterium ist die Weihe der Kapelle an den thronenden Christus durch den knienden Papst, flankiert von den Aposteln Petrus und Paulus, dargestellt. Der darunterliegende, von gedrehten Säulchen eingefasste Heiligenzyklus ist eine Übermalung des 17. Jahrhunderts; über die vorherige Ausmalung kann nur spekuliert werden.
Das Presbyterium selbst ist in römischer Art mosaiziert wie die Apsiden der großen Basiliken. Dargestellt sind wiederum die Heiligen des Freskenzyklus, sowie ein großes, von Engeln getragenes Christusmedaillon (clipaeus). Die schwer zugängliche Seite hinter dem Architrav mit der Aufschrift NON EST IN TOTO SANCTIOR ORBE LOCUS („Es gibt keinen heiligeren Ort auf der ganzen Welt“) zeigt mosaizierte Lampen. Über das Alter der Mosaiken im Presbyterium herrscht keine letzte Einigkeit: Überwiegend werden sie allerdings als Arbeit byzantinischer Künstler im Pontifikat Honorius’ III. bezeichnet; diese Künstler hatten auch das Apsismosaik des Papstes in S. Paolo fuori le mura geschaffen.
Die Kapelle war die Hauskapelle des Palastes, in der einst die wichtigsten Reliquien in Rom aufbewahrt wurden. So befanden sich auch die Kopfreliquien der Apostel Petrus und Paulus ursprünglich hier, bevor sie durch Papst Urban V. in die Lateranbasilika überführt wurden. Bedeutende Reliquien waren neben den Häuptern der Apostel vor allem Reliquien Christi, Mariens, Johannes’ des Evangelisten und Johannes’ des Täufers. Untergebracht waren diese Kirchenschätze in einer Zypressenholzlade unter dem Hauptaltar hinter zwei massiven Bronzetüren sowie in zwei Nischen über dem Presbyterium. Die Reliquiare wurden zu Beginn des 20. Jahrhunderts durch den österreichischen Jesuiten Hartmann Grisar geborgen und sind heute in den Räumen der Vatikanischen Bibliothek innerhalb der Vatikanischen Museen zu bewundern; die Reliquien befinden sich jedoch noch immer in der Kapelle, die heute unter der Obhut der Passionisten-Brüder steht.
Über dem nach der Renovierung einzig zurückgebliebenen Altar findet sich ein beinahe lebensgroßes Bild des thronenden Christus, das eventuell bereits um die Mitte des 5. Jahrhunderts entstanden ist. Das ursprüngliche Bild wurde über die Jahrhunderte durch verschiedene Päpste mit Tüchern bedeckt, auf die zum Teil auch Kopien des Bildes gemalt wurden. Innozenz III. ließ es mit einer großen Silberplatte bedecken, sodass nur noch das Gesicht zu sehen war. Auch die Silberplatte selbst wurde durch die Jahrhunderte hindurch mit zahlreichen Ergänzungen, u. a. durch Pilger, bedacht. Das Bild selbst galt seit seinem Auftauchen in der Vita Stephans II. im Liber Pontificalis als nicht von Menschenhand (acheiropoieton) angefertigt: Der Evangelist Lukas habe es zwar begonnen, da er sich aber außerstande sah, es zu vollenden, hätten Engel es koloriert, so der Kleriker Maniacutius im 12. Jahrhundert. Es wurde urkundlich nachweisbar bereits von Papst Stefan II. 756 in Prozession durch Rom getragen, um eine Invasion der Langobarden abzuwehren. Auch in späteren Jahrhunderten zogen die Päpste in einer Prozession an Mariä Himmelfahrt mit der Ikone vom Lateran über das Forum Romanum nach S. Maria Maggiore.
In dem vom niederländischen Regisseur Jeroen Krabbé mit Stephen Fry verfilmten Mulisch-Bestseller Die Entdeckung des Himmels werden die Steintafeln des Mose mit den Zehn Geboten aus der Kapelle gestohlen. Tatsächlich gelten diese als verloren und gehörten somit nie zu den Reliquien, die in der Kapelle verehrt wurden.

#### Scala Santa

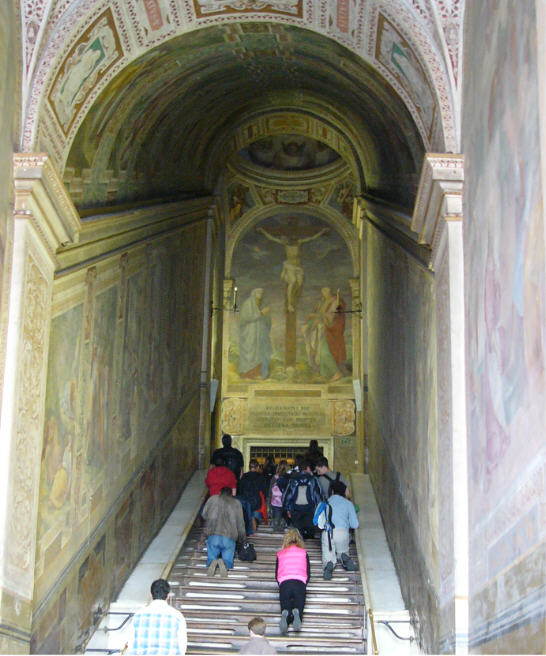
Heilige Treppe

Zu der Kapelle Sancta Sanctorum führt die Heilige Treppe oder Heilige Stiege hinauf, die aus dem Palast von Pontius Pilatus stammen und die Jesus bei seinem Prozess betreten haben soll. Sie wurde der Überlieferung nach schon von der Mutter Konstantins, der heiligen Helena, 326 aus Jerusalem hierher gebracht. Die spätantiken Quellen und die mittelalterlichen Reliquienverzeichnisse erwähnen nichts davon; die Legende von der Herkunft aus dem Pilatus-Palast ist erst seit dem 15. Jahrhundert nachweisbar. In Erinnerung an die Leiden Christi soll die Treppe nur kniend betreten werden.
Die Treppe war ursprünglich die Zugangstreppe zum Lateranpalast und stammt wohl aus der Zeit Leos III. (795–816). Beim Neubau des Palasts wurde die bis dahin dreiläufige Marmortreppe im Auftrag von Papst Sixtus V. an die heutige Stelle vor die Kapelle Sancta Sanctorum versetzt, durch den Baumeister Domenico Fontana um zwei weitere seitliche Treppenläufe erweitert und mit der jetzigen Überbauung versehen. Die Fassadeninschrift nennt das Baujahr 1589.
Seit 1723 werden die Marmorstufen mit einer Nussbaumholzverkleidung vor Abnutzungen geschützt. An der zweiten, elften und achtundzwanzigsten Stufe wurde jeweils ein Sichtfenster offen gelassen, durch die man auf angebliche Blutspuren Christi blicken kann.
Die Kirche gewährt jedem Pilger, der die Stufen auf den Knien erklimmt und auf jeder Stufe ein Vaterunser betet, einmal pro Jahr beziehungsweise zu bestimmten Feiertagen einen Generalablass. Ein Teilablass ist täglich möglich.
Am Fuß der Treppe befinden sich zwei Skulpturen und eine nachträglich weitere hinzugefügte, die 1852 von Ignazio Jacometti fertiggestellt wurden. Diese stellen Szenen aus der Passion mit Pilatus und Judas dar.

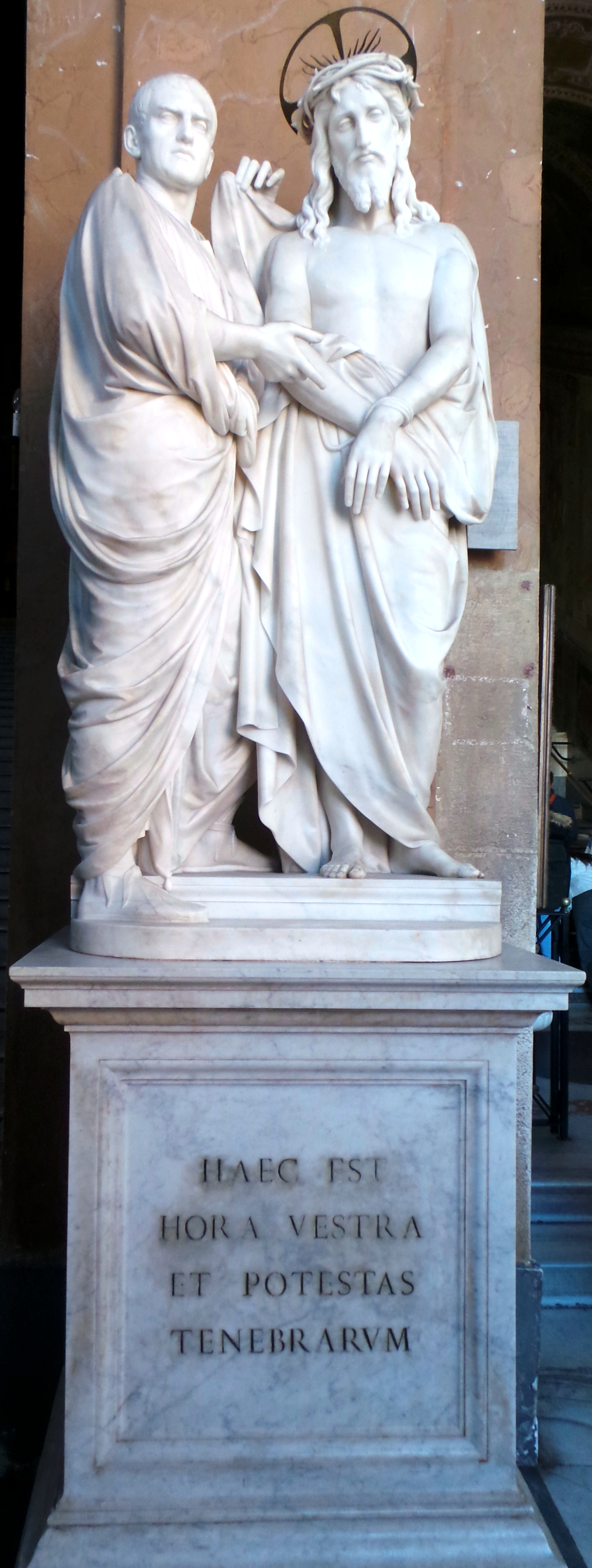
„Dies ist eure Stunde und die Macht der Finsternis“
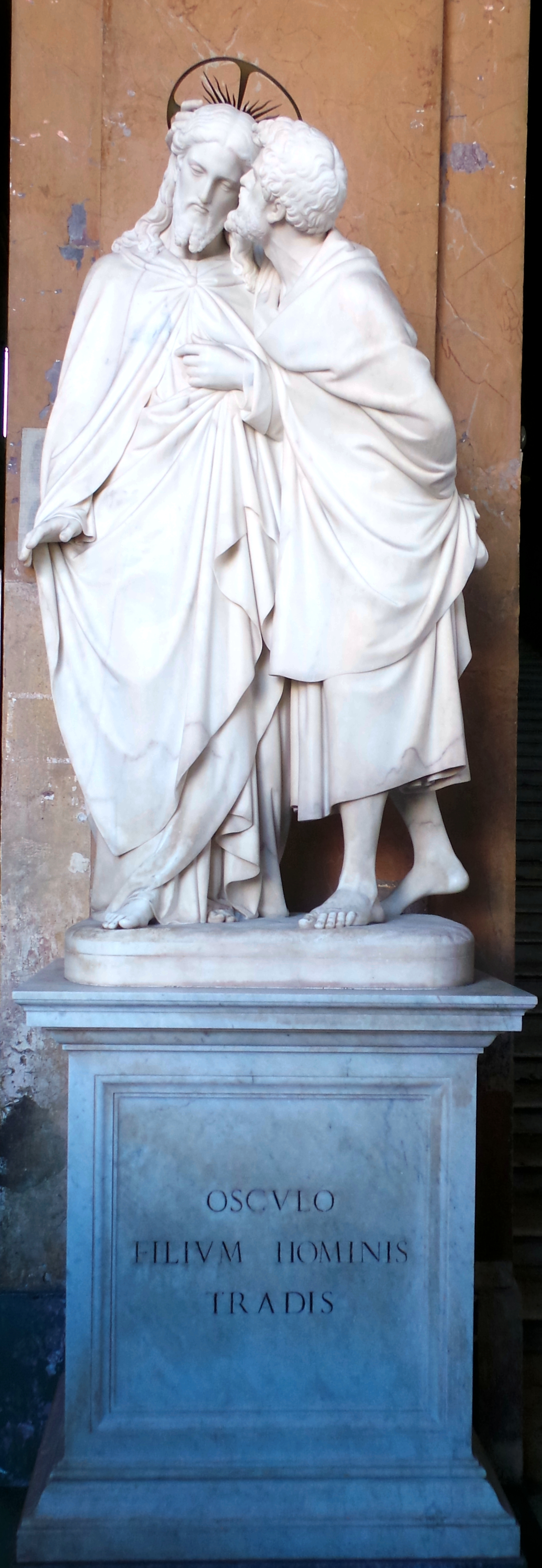
„Mit einem Kuss verrätst du den Menschensohn“
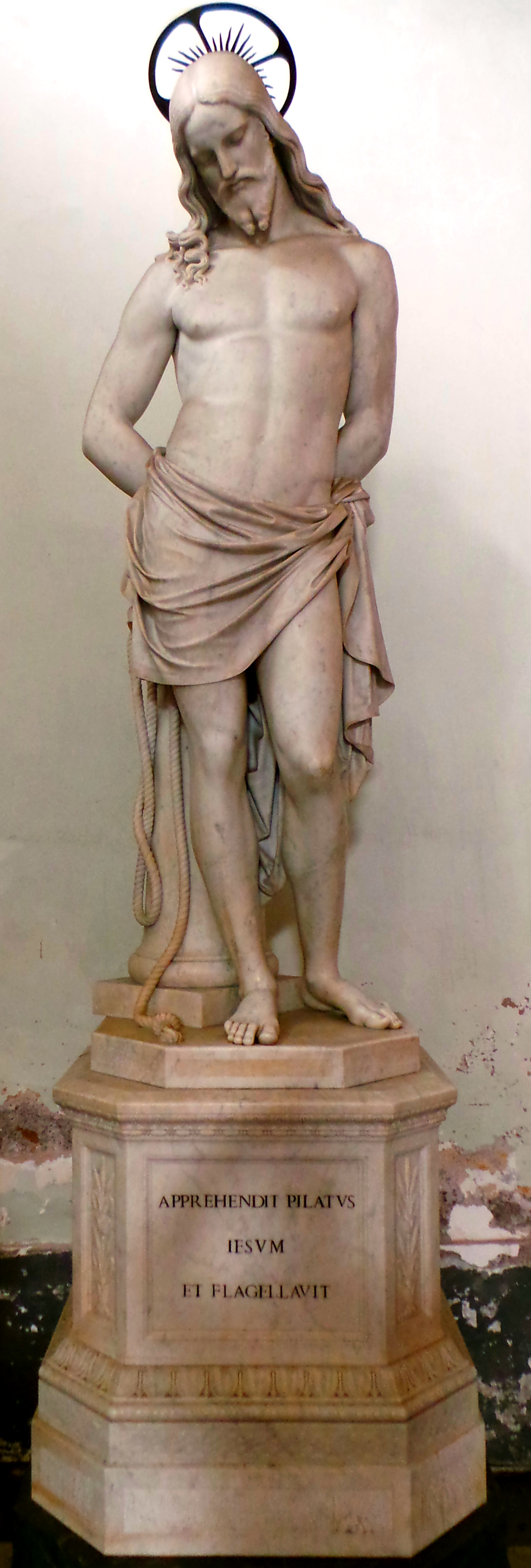
„Pilatus ließ Jesus ergreifen und geißeln“

#### Leonisches Triclinium

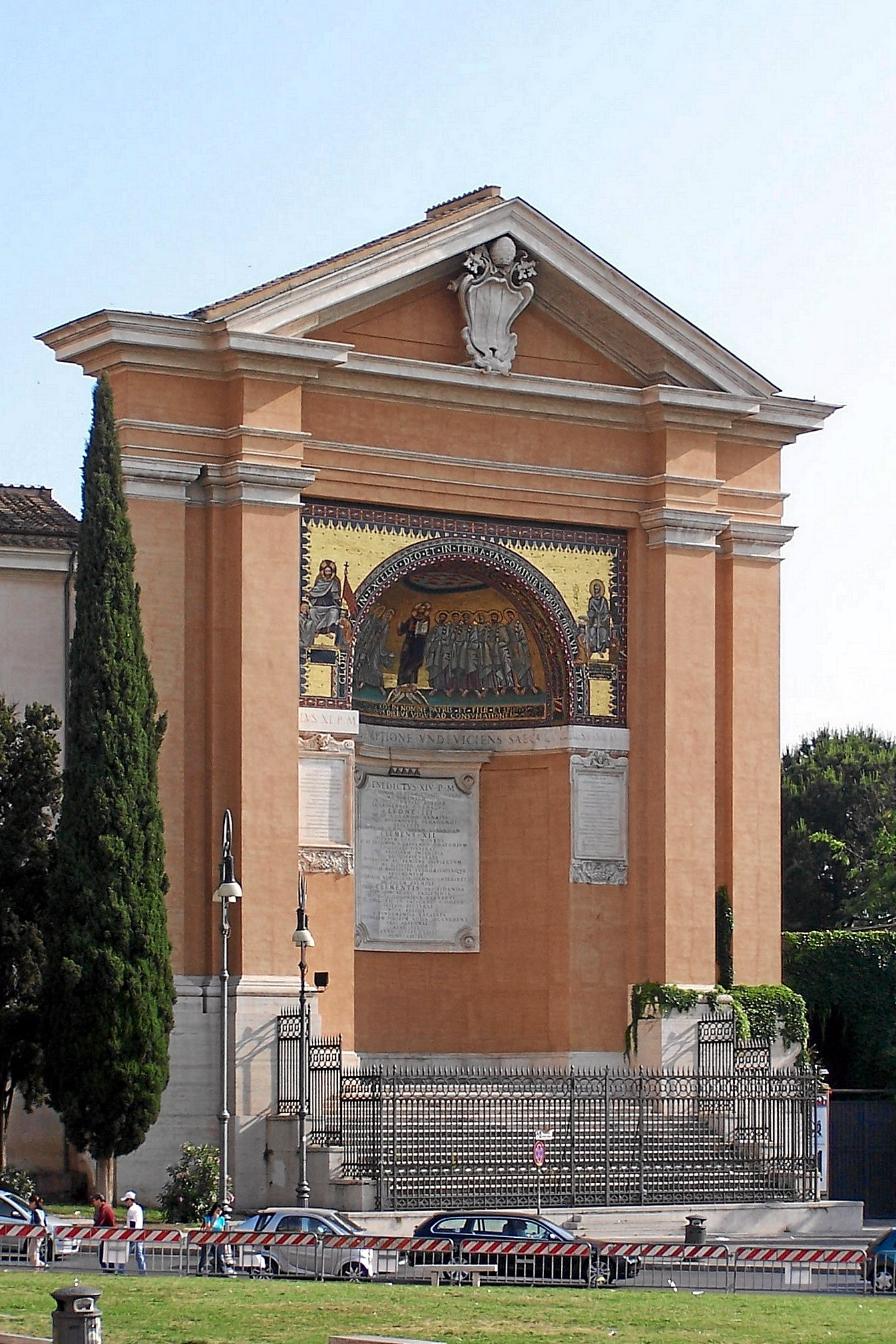
Das Leonische Triclinium

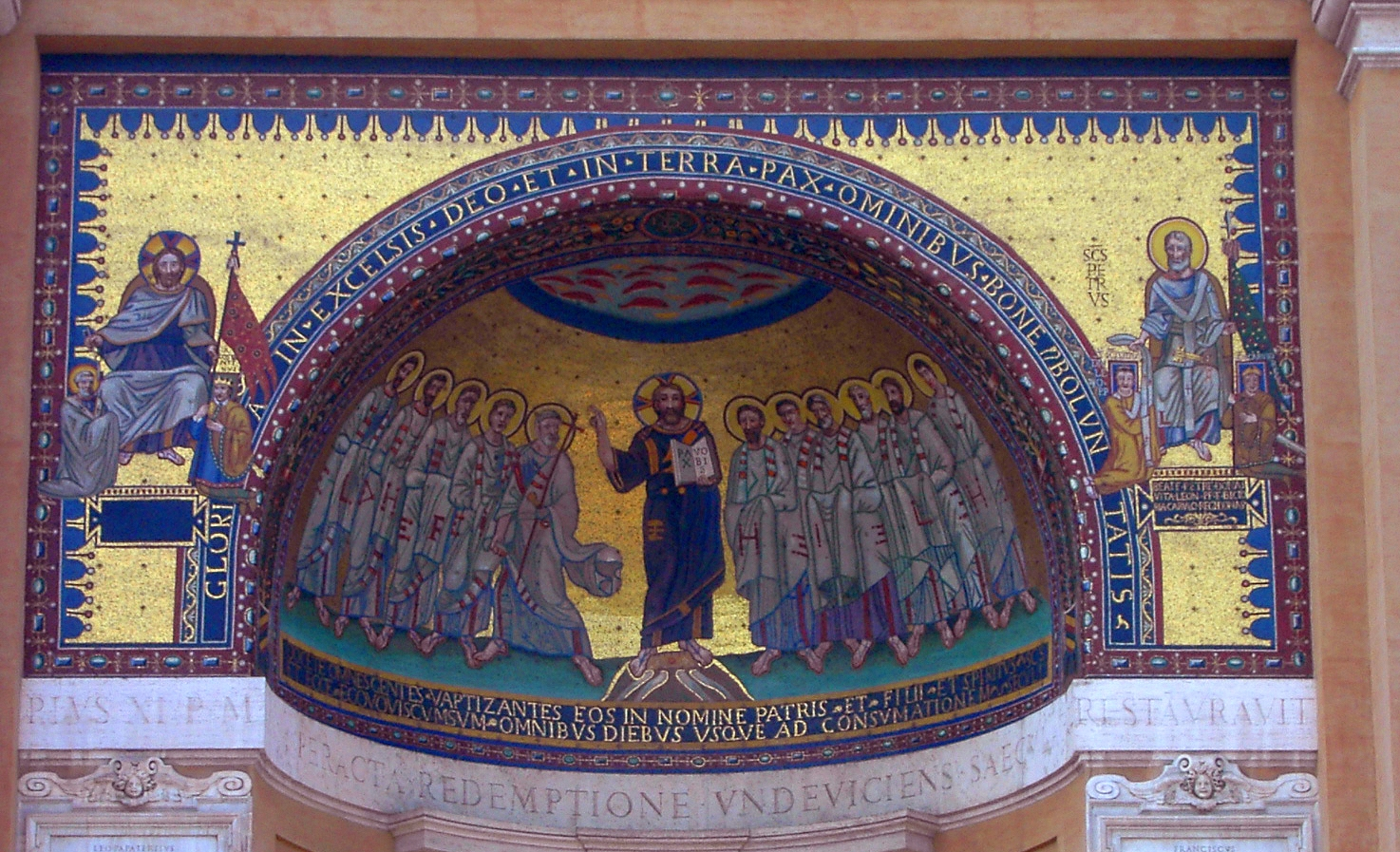
Mosaiken des Leonischen Tricliniums

An der Südseite des Gebäudes der Kirche SS. Salvatore della Scala Santa befindet sich das Leonische Triclinium. Wie der Name verrät, handelt es sich hierbei um einen Teil des ehemaligen Speisesaales des Papstpalastes. Datiert wird er in die Zeit Papst Leos III., wobei die Angaben über die Entstehung zwischen den Jahren 796 und 810 schwanken. Das Mosaik der heutigen Außenapsis ist eine Rekonstruktion aus dem 18. Jahrhundert. Dargestellt ist innerhalb der Apsiskalotte die Erteilung des Missionsauftrages an die Apostel durch Jesus. An der Stirnseite des Tricliniums befinden sich zwei weitere Darstellungen rechts und links der Apsis. Das linke Mosaik zeigt die Übergabe des Schlüssels an Petrus und des Labarums an Konstantin durch Jesus. Das rechte soll die Verleihung des Palliums an Leo III. und die gleichzeitige Übergabe der Fahne der Stadt Rom an Karl den Großen durch Petrus darstellen. Eine zuverlässige Deutung wird dadurch erschwert, dass bei den beiden Transporten des gesamten Tricliniums das darauf angebrachte Mosaik abfiel und rekonstruiert werden musste, sodass sein ursprünglicher Zustand zumindest umstritten ist.

Obelisk von Süden

### Obelisk
Der Obelisk auf der Piazza San Giovanni in Laterano vor der Lateranbasilika ist der größte und älteste bekannte Obelisk Roms überhaupt und misst 31 Meter (mit Sockel 47 m). Im 15. Jahrhundert v. Chr. geschaffen, erinnert er an Pharao Thutmosis III. 357 wurde er unter Kaiser Constantius II. auf einem eigens konstruierten Schiff aus Ägypten nach Rom gebracht und auf der Spina des Circus Maximus aufgestellt. Bei einem Erdbeben zerbrach er. 1587 wurde er ausgegraben und an seinem heutigen Standort aufgestellt, wo er durch eine barocke Sichtachse mit der Kirche Santa Maria Maggiore verknüpft ist.